# Gerimpelde druppelzwam
Gerimpelde druppelzwam (Dacrymyces lacrymalis) is een schimmel uit de familie Dacrymycetaceae.

## Kenmerken
De sporen zijn allantoïde of verlengd ellipsoïde, dikwandig, spits toelopend, glad; hyaliene in KOH, met veel olie druppels en worden langzaam septaat met 1–3 dikke septa en meten 12–15 x 6–8 µm.